# Distrikt Santa Lucía (Lampa)
Der Distrikt Santa Lucía liegt in der Provinz Lampa der Region Puno in Südost-Peru. 

## Geographie
Der Distrikt hat eine Fläche 1589 km². Er liegt im Südwesten der Provinz Lampa, etwa 50 km westsüdwestlich der Großstadt Juliaca. Er erstreckt sich über das Andenhochland westlich des Titicacasees. Das Gebiet wird von dem Fluss Río Coata (auch Río Cabanillas) zum Titicacasee hin entwässert.
Im Distriktgebiet liegen die Seen Laguna Lagunillas und Laguna Ananta. Die Berge erreichen Höhen von über 5200 m. Der Distrikt grenzt im Westen an die Regionen Cusco und Arequipa. Im Süden liegt die Provinz San Román, im Osten der Distrikt Cabanilla, im Norden die Distrikte Paratía und Ocuviri.
2017 lebten 7456 Einwohner im Distrikt. 1993 betrug die Einwohnerzahl 7389, 2007 hatte der Distrikt 7692 Einwohner. 
Im 4090 m hoch gelegenen Hauptort und Verwaltungssitz Santa Lucía lebten 2017 5278 Menschen. Der liegt an der Bahnstrecke Mollendo–Juliaca, die auch den Distrikt quert.

## Geschichte
Der Distrikt wurde im Jahr 1936 gegründet.